# Pedro Neves
Pedro Miguel Vicente Neves (Vila Franca de Xira, 29 de setembro de 1978) é um político português.
Nasceu a 29 de setembro de 1978  em Vila Franca de Xira, distrito de Lisboa. 
Em 2015 mudou-se para os Açores. 
É militante do PAN desde 2014  e é o Porta-Voz do PAN nos Açores desde 2016. 

## Carreira
Durante 13 anos foi Diretor Logístico, continuando como Consultor de Negócios. A paixão pelas causas ambientais, animais e de cidadania, levou-o a apoiar o PAN desde 2011.
Ingressou no PAN como militante em 2014. Integra a sua Comissão Política Nacional e Comissão Política Permanente desde 2017.   e é coordenador da Secretaria Administrativa desde 2019.  Foi assessor político e de comunicação deste partido político de 2017 a 2020. 
Foi eleito como Deputado à Assembleia Legislativa dos Açores nas eleições de 25 de outubro de 2020. 

## Outras atividades e interesses
Rumou para os Açores em 2015, onde escolheu viver. 
Vive na Ribeira Grande. É vegan, pratica surf e meditação. 